# Franz Renz (Theologe)
Franz Seraph Renz (* 3. Oktober 1860 in Altenstadt; † 21. April 1916 in Breslau) war ein katholischer Theologe, der wesentlich zu der Entwicklung des Messopferbegriffs beitrug und zu den Vertretern des Modernismus gezählt wurde.

## Leben
Renz stammte aus einfachen Verhältnissen. Eines seiner zehn Geschwister war die Religionswissenschaftlerin, Frauenrechtlerin und Ethnologin Barbara Renz, mit der er lebenslang in enger Verbindung und intellektuellem Austausch stand. Renz war 1884 zum Priester des Bistums Augsburg geweiht worden und war in den folgenden zwanzig Jahren am Priesterseminar in Dillingen an der Donau tätig.
1902 erregte er respektvolles Aufsehen mit seiner umfangreichen Abhandlung über die Geschichte des Messopferbegriffs in der Eucharistie. Aufgrund seiner wissenschaftlichen Arbeit wurde er zum Ordinarius für Dogmatik und Apologetik an die Universität Münster berufen, wo er allerdings wegen seiner modernistischen Ansichten auch auf Widerstand stieß.
Leo von Savigny beklagte in der Osnabrücker Zeitung: „Renz, ein stiller Gelehrter, frommer und bescheidener Priester, an dessen kirchlicher Korrektheit ein ernster Zweifel überhaupt nicht gehegt werden kann, ist das Opfer eines Ketzergerichts der bischöflichen Kurie in Münster geworden, die durch ihren Machtspruch den Studierenden der Theologie den Besuch seiner Vorlesungen untersagt oder doch ein solches Verbot so wirksam ‚in Aussicht genommen‘, dass der bedrohte Dozent seine Lehrtätigkeit einstellen musste.“ Ludwig Elster kam nach Münster, um im Auftrag der Regierung den Streit zwischen dem Bischof von Münster und Renz zu schlichten. Er machte der bischöflichen Kurie den Vorschlag, Renz einen Lehrauftrag für ein anderes Fach zu erteilen. Als die Kölnische Zeitung schrieb, Renz sei von seinen Fakultätskollegen, „deren Pflicht es gewesen wäre, ihn gegen die Kurie zu verteidigen“, allein gelassen worden, sendete der Dekan der Fakultät Peter Hüls der Zeitung folgende Berichtigung: „Diese Behauptung ist unwahr. Die theologische Fakultät ist ihrem Kollegen Renz vom Anfange der Schwierigkeit bis zu ihrer Lösung treu zur Seite gestanden und sowohl als Kooperation wie durch einzelne ihrer Mitglieder schriftlich und mündlich bei der bischöflichen Kurie für ihn eingetreten.“ In der Presse wurde berichtet, der Bischof von Münster sei bereit gewesen, Renz als Lehrer des Kirchenrechts zu akzeptieren.
Zusammen mit seiner Schwester Barbara Renz, die mit ihm nach Münster gezogen war und an der Universität religionsphilosophische Vorlesungen gab (etwas Außergewöhnliches, da Frauen zu der Zeit in Deutschland noch nicht zum Studium, geschweige denn als Dozentinnen zugelassen waren), war er zu der Auffassung gekommen, dass die biblische Sündenfallgeschichte (Genesis 2 und 3) nicht wörtlich, sondern symbolisch aufzufassen sei.
Der katholische Modernismus, der die Lehre der Katholischen Kirche mit den neuen wissenschaftlichen Erkenntnissen zu vereinbaren suchte, war schon 1864 von Papst Pius IX. als häretisch erklärt worden. Das restriktive Klima der Zeit des Antimodernisteneides nach 1910 führte in Münster zum „Fall Renz“.
Um einer Konfrontation mit der kirchlichen Autorität, die womöglich zu seiner Exkommunikation führen konnte, zu entgehen, übersiedelte Renz nach Breslau, wo er in dem wesentlich liberaleren Klima der Katholischen Fakultät willkommen war. Allerdings musste er sich selbst einen Maulkorb anlegen und sah fortan von öffentlichen Äußerungen über seine Ansichten ab.
Renz starb 1916 in Breslau. Die Erinnerung an den „Fall Renz“ veranlasste seine Schwester jedoch, die Richtigkeit des Symbolcharakters der Sündenfallgeschichte zu beweisen, was in ihrem wissenschaftlichen Werk Baum und Schlange resultierte.

## Schriften
- Opfercharakter der Eucharistie nach der Lehre der Väter und Kirchenschriftsteller der ersten drei Jahrhunderte. Eine dogmengeschichtliche Abhandlung. Paderborn, Schöningh 1892.
- Die Geschichte des Meßopferbegriffes oder der alte Glaube und die neuen Theorien über das Wesen des unblutigen Opfers. 2 Bde. Freising, Datterer 1901/02.
- Die katholischen Moralsätze bezüglich der Rationalisierung der Geburten. Breslau, Aderholz 1913.